# Togo nos Jogos Olímpicos de Verão de 2012
O Togo enviou um grupo de seis atletas para competir nos Jogos Olímpicos de Verão de 2012, em Londres, na Grã-Bretanha.

## Desempenho

### Atletismo(2 atletas)
Masculino
| Atleta             | Evento              | Preliminares | Preliminares | Quartas | Quartas | Semifinais  | Semifinais  | Final       | Final       |
| Atleta             | Evento              | Marca        | Posição      | Marca   | Posição | Marca       | Posição     | Marca       | Posição     |
| ------------------ | ------------------- | ------------ | ------------ | ------- | ------- | ----------- | ----------- | ----------- | ----------- |
| Lankantien Lamboni | 400 m com barreiras | DSQ          | DSQ          |         |         | Não avançou | Não avançou | Não avançou | Não avançou |

Feminino
| Atleta     | Evento | Preliminares | Preliminares | Quartas | Quartas | Semifinais  | Semifinais  | Final       | Final       |
| Atleta     | Evento | Marca        | Posição      | Marca   | Posição | Marca       | Posição     | Marca       | Posição     |
| ---------- | ------ | ------------ | ------------ | ------- | ------- | ----------- | ----------- | ----------- | ----------- |
| Bamab Napo | 100 m  | 12s24        | 10º q        | 12s35   | 56º     | Não avançou | Não avançou | Não avançou | Não avançou |

### Canoagem(1 atleta)
Masculino
| Atleta            | Evento     | Preliminar | Preliminar | Preliminar | Preliminar | Preliminar | Preliminar | Semifinais | Semifinais | Final  | Final   |
| Atleta            | Evento     | Descida 1  | Posição    | Descida 2  | Posição    | Total      | Posição    | Tempo      | Posição    | Tempo  | Posição |
| ----------------- | ---------- | ---------- | ---------- | ---------- | ---------- | ---------- | ---------- | ---------- | ---------- | ------ | ------- |
| Benjamin Boukpeti | Slalom K-1 | 95s28      | 17º        | 90s52      | 10º        | 90s52      | 14º Q      | 98s13      | 6º Q       | 154s23 | 10º     |

### Judô(1 atleta)
Masculino
| Atleta                | Evento | Primeira fase            | Oitavas                | Quartas                | Semifinal              | Repescagem             | Repescagem             | Repescagem             | Final                  |
| Atleta                | Evento | Primeira fase            | Oitavas                | Quartas                | Semifinal              | 1ª fase                | Quartas                | Semifinal              | Final                  |
| Atleta                | Evento | Adversário e resultado   | Adversário e resultado | Adversário e resultado | Adversário e resultado | Adversário e resultado | Adversário e resultado | Adversário e resultado | Adversário e resultado |
| --------------------- | ------ | ------------------------ | ---------------------- | ---------------------- | ---------------------- | ---------------------- | ---------------------- | ---------------------- | ---------------------- |
| Kouami Sacha Denanyoh | -81 kg | KAZ Bozbayev D 0000–0200 | Não avançou            | Não avançou            | Não avançou            | Não avançou            | Não avançou            | Não avançou            | Não avançou            |

### Natação(1 atleta)
Feminino
| Atleta      | Prova      | Elimatórias | Elimatórias | Semifinal   | Semifinal   | Final       | Final       |
| Atleta      | Prova      | Tempo       | Pos.        | Tempo       | Pos.        | Tempo       | Pos.        |
| ----------- | ---------- | ----------- | ----------- | ----------- | ----------- | ----------- | ----------- |
| Adzo Kpossi | 50 m livre | 37s55       | 72º         | Não avançou | Não avançou | Não avançou | Não avançou |

### Tênis de mesa(1 atleta)
Legenda
| Recorde mundial      | Recorde mundial (World record)               |                       | Recorde africano                      | Recorde africano (African) |                                           | Q | Classificado por posição (Qualified) |
| Recorde olímpico     | Recorde olímpico (Olympic record)            | Recorde da América    | Recorde da América (Americas)         | q                          | Classificado por melhor tempo (Qualified) |   |                                      |
| Melhor marca do ano  | Melhor marca do ano (World leading)          | Recorde asiático      | Recorde asiático (Asian)              | DNS                        | Não largou (Did not start)                |   |                                      |
| Recorde nacional     | Recorde nacional (National record)           | Recorde europeu       | Recorde europeu (European)            | DNF                        | Não terminou (Did not finish)             |   |                                      |
| Recorde pessoal      | Recorde pessoal do atleta (Personal best)    | Recorde da Oceania    | Recorde da Oceania (Oceania)          | DSQ / DQ                   | Desclassificado (Disqualified)            |   |                                      |
| Recorde da temporada | Recorde da temporada do atleta (Season best) | Recorde sul-americano | Recorde sul-americano (South America) | NM                         | Sem marca (No mark)                       |   |                                      |